# ザ・シャデラックス
ザ・シャデラックス (The Shadracks) は、1960年代後半に活動した、日本のカレッジ・フォーク・グループ、コーラス・グループ。1966年の「君について行こう」などのヒットで知られる。

## 経歴
関西学院グリークラブのメンバーであった、山中敏（ギター、テナー）、森山哲至（ギター、テナー）、時枝康郎（バンジョー、バリトン）、猪原真作（ベース、バリトン）によって1963年に結成される。
日本コロムビアから1966年にデビューして、「君について行こう」などがヒットした。翌1967年には、外国曲のカバーを集めたアルバム『虹と共に消えた恋』を発表した。
その後、CBSソニー（後のソニー・ミュージックエンタテインメント）に移籍し、1970年に岸洋子との競作となったシングル「希望」を出し、さらに、アルバム『希望』を発表した。当時のシャデラックスは、ヒット曲に恵まれない中で、年間150ステージをこなす精力的な活動を続けていた。また、岸洋子との共演の機会もしばしばあった。
1973年に解散。

## ディスコグラフィ

### アルバム
- 虹と共に消えた恋 - 日本コロムビア、1967年6月[3]
- 希望 - CBSソニー[4]、1970年9月[2]

### シングル
日本コロムビア
- 君について行こう / 恋する娘たち、1966年6月[5]
- （有田弘二/ザ・シャデラックス）スキーかついで / ロッジの灯、1966年12月
- 世界は二人のために / フサコのふるさと、1967年6月[6]
- 白い雲のバラード / 春を待つ恋、1968年[7]

ACTレコード
- みんなでつくろう / 友よ、1968年6月[8]

CBSソニー
- 希望 / 君の祖国を、1970年（SONA860109）[9]
- 今, 今, 今 / 美しい世界　1971年（SONA86167）[10]
- 神戸まつり音頭 / ラッパラララ神戸[11]　1972年（CORD30015）